# Céline Naef
Pour les articles homonymes, voir Naef.
Céline Naef, née le 25 juin 2005 à Feusisberg en Suisse, est une joueuse suisse de tennis, professionnelle depuis 2022.

## Carrière junior
Céline Naef a atteint en 2022 le 4e rang junior, année où elle remporte les tournois de Santa Croce sull'Arno et Milan et obtient une médaille d'argent aux championnats d'Europe, battue par Victoria Jiménez Kasintseva. En double, elle atteint la finale de Roland-Garros avec sa partenaire Nikola Bartůňková.

## Carrière professionnelle
Elle obtient ses premiers succès sur le circuit professionnel en octobre 2022 lorsqu'elle s'adjuge deux titres consécutifs à Reims et Cherbourg. Elle s'impose début 2023 à Loughborough et Porto, puis atteint en avril une finale sur le tournoi ITF de Chiasso, battue par la jeune russe Mirra Andreeva.
À 17 ans, elle effectue ses premiers pas sur le circuit WTA en juin 2023 au tournoi de Bois-le-Duc où elle bat successivement les Américaines Venus Williams et Caty McNally avant de perdre en quarts de finale face à Veronika Kudermetova.
Elle intègre ensuite début juillet le grand tableau de Wimbledon après avoir passé les trois tours de qualifications. Elle perd au 1er tour face à la Russe Anastasia Potapova.
Toujours en juillet, elle représente son pays à la Hopman Cup 2023 où elle parvient en finale avec son compatriote Leandro Riedi. L'épreuve est remportée par la Croatie de Donna Vekić et Borna Ćorić.

## Palmarès

### Finale en simple en WTA 125
| No | Date       | Nom et lieu du tournoi       | Catégorie | Dotation  | Surface    | Vainqueure        | Score    |          |
| -- | ---------- | ---------------------------- | --------- | --------- | ---------- | ----------------- | -------- | -------- |
| 1  | 09-12-2024 | Open BLS de Limoges, Limoges | WTA 125   | 115 000 $ | Dur (int.) | Viktorija Golubic | 7-5, 6-4 | Parcours |

### Titre en double en WTA 125
| No | Date       | Nom et lieu du tournoi                 | Catégorie | Dotation  | Surface    | Partenaire     | Finalistes                 | Score    |          |
| -- | ---------- | -------------------------------------- | --------- | --------- | ---------- | -------------- | -------------------------- | -------- | -------- |
| 1  | 27-11-2023 | Crèdit Andorrà Open Andorre-la-Vieille | WTA 125   | 115 000 $ | Dur (int.) | Erika Andreeva | Tímea Babos Heather Watson | 6-2, 6-1 | Parcours |

### Finales en double en WTA 125
| No | Date       | Nom et lieu du tournoi           | Catégorie | Dotation  | Surface    | Vainqueures                          | Partenaire      | Score     |          |
| -- | ---------- | -------------------------------- | --------- | --------- | ---------- | ------------------------------------ | --------------- | --------- | -------- |
| 1  | 22-07-2024 | Polish Open Varsovie             | WTA 125   | 115 000 $ | Dur (ext.) | Weronika Falkowska Martyna Kubka     | Nina Stojanović | 6-4, 7-65 | Parcours |
| 2  | 02-12-2024 | Open In Arte Angers Loire Angers | WTA 125   | 115 000 $ | Dur (int.) | Monica Niculescu Elena-Gabriela Ruse | Belinda Bencic  | 6-3, 6-4  | Parcours |

### Finale en double mixte
| No | Date       | Nom et lieu du tournoi | Catégorie | Dotation | Surface      | Vainqueures             | Partenaire    | Score        |          |
| -- | ---------- | ---------------------- | --------- | -------- | ------------ | ----------------------- | ------------- | ------------ | -------- |
| 1  | 19-07-2023 | Hopman Cup XXXII Nice  | ITF       | NC       | Terre (ext.) | Donna Vekić Borna Ćorić | Leandro Riedi | 2 matchs à 0 | Parcours |

## Parcours en Grand Chelem

### En simple dames
| Année | Open d'Australie | Open d'Australie | Internationaux de France | Internationaux de France | Wimbledon       | Wimbledon          | US Open | US Open               |
| ----- | ---------------- | ---------------- | ------------------------ | ------------------------ | --------------- | ------------------ | ------- | --------------------- |
| 2023  | —                | —                | Q1                       | Elizabeth Mandlik        | 1er tour (1/64) | Anastasia Potapova | Q2      | Katie Volynets        |
| 2024  | Q2               | Storm Hunter     | Q1                       | Darja Semeņistaja        | Q1              | Katarina Zavatska  | Q2      | Mananchaya Sawangkaew |
| 2025  | Q1               | Nina Stojanović  | Q1                       | Joanna Garland           | Q3              | Taylor Townsend    | Q1      | Leyre Romero Gormaz   |

N.B. : à droite du résultat se trouve le nom de l'ultime adversaire.

## Parcours en WTA 1000
Les WTA 1000 (à partir de 2021) constituent les catégories d'épreuves les plus prestigieuses, après les quatre levées du Grand Chelem.

### En simple dames
| Année |       |              |       |        |      |        |            |       |                             |       |  |  |
| Doha  | Dubaï | Indian Wells | Miami | Madrid | Rome | Canada | Cincinnati | Pékin |                             | Wuhan |  |  |
| Doha  | Dubaï | Indian Wells | Miami | Madrid | Rome | Canada | Cincinnati | Pékin | Guadalajara                 |       |  |  |
| Doha  | Dubaï | Indian Wells | Miami | Madrid | Rome | Canada | Cincinnati | Pékin |                             |       |  |  |
| 2023  |       | WTA 500      |       |        |      |        |            |       | 1er tour (1/32) A. Potapova |       |  |  |

Sous le résultat, l’ultime adversaire.
1. 1 2   Les tournois de Doha et Dubaï alternent le statut de tournoi WTA 1000 (ex Premier 5) entre 2009 et 2023 : les trois premières éditions ont lieu à Dubaï, les trois suivantes à Doha, puis Dubaï accueille le tournoi de cette catégorie les années impaires et Dubaï les années paires. De 2011 à 2023, la ville qui n’accueille pas de WTA 1000 organise à la place un tournoi WTA 500 (ex Premier).
2. 1 2 3 4 5 6 7   L’ordre de déroulement des tournois a évolué depuis 2009 : Rome se dispute avant Madrid et Cincinnati avant Montréal/Toronto jusqu’en 2010, tandis que Tokyo (2009-2013)-Wuhan (2014-2019, 2024-)-Guadalajara (2022-2023) ont lieu avant Pékin jusqu’en 2023.

## Classements WTA en fin de saison
| Année          | 2021 | 2022 | 2023 | 2024 |
| Rang en simple | 992  | 475  | 139  | 173  |
| Rang en double | 1216 | 926  | 428  | 123  |

Source : (en) Classements de Céline Naef sur le site officiel de la Fédération internationale de tennis